# Episodi de Il commissariato Saint Martin (dodicesima stagione)
La dodicesima stagione della serie televisiva Il commissariato Saint Martin è stata trasmessa in anteprima in Francia dalla France 2 tra il 21 dicembre 2007 e il 5 dicembre 2008.
| nº | Titolo originale    | Titolo italiano | Prima TV Francia | Prima TV Italia |
| -- | ------------------- | --------------- | ---------------- | --------------- |
| 1  | Famille interdite   |                 | 21 dicembre 2007 |                 |
| 2  | Patrons             |                 | 28 dicembre 2007 |                 |
| 3  | Monstres            |                 | 4 gennaio 2008   |                 |
| 4  | Jugement dernier    |                 | 11 gennaio 2008  |                 |
| 5  | Erreurs de jeunesse |                 | 18 gennaio 2008  |                 |
| 6  | Identité            |                 | 1º febbraio 2008 |                 |
| 7  | Par amour           |                 | 21 novembre 2008 |                 |
| 8  | Enfants errants     |                 | 21 novembre 2008 |                 |
| 9  | Effets sonores      |                 | 28 novembre 2008 |                 |
| 10 | Pression            |                 | 28 novembre 2008 |                 |
| 11 | Virage              |                 | 5 dicembre 2008  |                 |
| 12 | Sous influence      |                 | 5 dicembre 2008  |                 |